# Ségué
Ségué is een gemeente (commune) in de regio Mopti in Mali. De gemeente telt 22.000 inwoners (2009).